# Parroquia matriz de Nuestra Señora de la Concepción (San Cristóbal de La Laguna)
La parroquia matriz de Nuestra Señora de la Concepción es la parroquia matriz de la ciudad de San Cristóbal de La Laguna y de la isla de Tenerife (Canarias, España), erigida en 1497. Está encuadrada entre las plazas de La Concepción y Doctor Olivera. 
La iglesia de la Concepción fue declarada Monumento Histórico Artístico en 1948. Es, por tanto, Bien de Interés Cultural, con categoría de Monumento.

## Historia
Su emplazamiento en ese lugar lo estableció el Adelantado Fernández de Lugo tras la celebración de la festividad del Corpus en 1496. Fundada en 1511, es la parroquia matriz de la isla de Tenerife, pues de ella salieron todas las demás. La iglesia se encuentra emplazada en lo que antaño fue la Villa de Arriba (donde vivían los gremios artesanos, entre otros), mientras que la Villa de Abajo (lugar donde se emplazan la Catedral de La Laguna y la Plaza del Adelantado) contaba con el poder político y religioso.
La originaria iglesia disponía de tres naves y diversas capillas de patronazgo privado. Su elemento más representativo es probablemente la torre (de 28 metros de altura), que data de finales del siglo XVII. Hoy en día, se puede ascender por esta torre para observar gran parte de la ciudad de San Cristóbal de La Laguna. Dicho campanario es de estilo toscano, y tiene una arquitectura muy similar al campanario de la Catedral de Turín (Italia). En él se encuentra la campana más grande de Canarias.
La Iglesia de la Concepción es sede de seis hermandades, cofradías y esclavitud, entre ellas la Pontificia, Imperial, Real y Venerable Hermandad de la Purísima Concepción, la cual en 1757 fue agregada a la Hermandad de la Purísima Concepción de la Basílica de San Lorenzo Extramuros de Roma.
El edificio eclesiástico ha experimentado distintas modificaciones y ampliaciones en el transcurso de los años. Una de las más considerables fue la que acometió el arquitecto Diego Nicolás Eduardo en el siglo XVIII. En el año 1972, y fruto del importante deterioro que el devenir de los tiempos había imprimido, el templo sufrió el hundimiento de varias naves, que se tradujo en 1974 en una exhaustiva reedificación constando en la actualidad de tres naves, arcos de medio punto y artesonado de estilo mudéjar. También alberga una pila bautismal de cerámica vidriada datada de la época de la Conquista de Canarias.
La iglesia está muy relacionada con los enterramientos y, en su exterior, hubo, asimismo, un osario, fruto de las numerosas epidemias que sobrepasaron el límite de personas enterradas en la iglesia, cuyos cuerpos pasaron a tomar sepultura en los alrededores del recinto religioso.
En el exterior del templo, en la Plaza Doctor Olivera junto a la puerta de entrada a La Concepción se encuentra el Monumento al Papa Juan Pablo II, obra del escultor polaco Czesław Dźwigaj, que representa al sumo pontífice bendiciendo a dos niños vestidos con trajes tradicionales canarios.
Entre 2002 y 2014, fue la sede catedralicia provisional de la Diócesis de Tenerife, mientras se restauraba la Catedral de San Cristóbal de La Laguna. Durante ese tiempo, la Iglesia de la Concepción acogió también la sede provisional de la Parroquia de los Remedios de la catedral.

## Imágenes religiosas y retablos
La Iglesia de la Concepción de La Laguna cuenta en su interior con destacadas obras artísticas de autores como: Fernando Estévez, Luján Pérez, Cristóbal Hernández de Quintana, etc, y retablos y altares de gran valor histórico y artístico como: El altar mayor y el camarín de la Inmaculada Concepción (que da nombre al templo y cuya imagen está coronada canónicamente), el retablo de La Piedad, el de la Sagrada Familia y el de la Virgen de los Dolores, obra de Luján Pérez llamada "La Predilecta", entre otros.
También destaca una pequeña imagen de la Virgen de Montserrat (Patrona de Cataluña) situada debajo del retablo de Nuestra Señora de los Dolores. Al fondo están la capilla de las Ánimas del Purgatorio y la de San Bartolomé, con una preciosa talla en plata realizada por los famosos orfebres de La Laguna, cuyos talleres se encontraban en la Calle del Agua. En el exterior del templo en una hornacina que da a la Plaza Doctor Olivera se encuentra un mosaico de la Virgen del Perpetuo Socorro.
Junto a la mesa del Altar Mayor se encuentra la imagen del Cristo del Rescate el cual fue adquirido en 1558 y que ha tenido a lo largo del tiempo diversas advocaciones como Cristo de la Antigua, del Buen Viaje y la Buena Muerte.
Como ocurre con otras iglesias del mundo, la Iglesia de la Concepción conserva varias reliquias, entre ellas, el Lignum Crucis es decir madera de la Cruz de Cristo. También destaca el milagroso óleo de San Juan Evangelista, el cual "sudó" milagrosamente durante una epidemia de peste bubónica en 1648. A raíz de este milagro se fundó la Ilustre y Noble Esclavitud de San Juan Evangelista cuya sede está radicada en la Iglesia de la Concepción.
Desde el 2 de mayo de 2015, están al culto las imágenes de Nuestro Padre Jesús de la Sentencia y María Santísima de la Amargura. Son los titulares de la Real Hermandad y Cofradía de Nuestro Padre Jesús de la Sentencia y María Santísima de la Amargura que forma parte de la parroquia.
El total de capillas, altares y retablos del templo son los siguientes:
- Capilla mayor o de Nuestra Señora de la Concepción
- Capilla de San Juan Evangelista
- Capilla de San Bartolomé
- Capilla de las Ánimas
- Capilla de San Pedro
- Capilla de la Trinidad
- Capilla de San Antonio de Padua
- Altar del Santo Hermano Pedro
- Altar del Cristo crucificado
- Altar del Señor de la Sentencia y la Virgen de la Amargura
- Retablo de la Sagrada Familia
- Retablo de la Piedad
- Retablo del Niño Jesús
- Retablo del Señor del Rescate o de la Virgen de los Dolores
- Retablo de Nuestra Señora del Carmen

## Fiesta de La Concepción
Cada 8 de diciembre se celebra la Fiesta de la Inmaculada Concepción, aunque los festejos conmemorativos empiezan desde días antes, con el Quinario en honor a la Virgen María. 
En esta fiesta destaca la "procesión de las antorchas", celebrada el día 7 por los alrededores del templo concepcionista. Al día siguiente (el Día Grande) se realiza la solemne Misa pontifical, presidida por el Obispo de Tenerife, y con  la presencia del alcalde o alcaldesa de la ciudad de Aguere y su corporación,  así como representaciones de diferentes autoridades políticas y militares y acompañada por la  Pontificia, Imperial, Real y Venerable Hermandad de la Purísima Concepción.
Durante la eucaristía el alcalde de la ciudad hace entrega al párroco  del bastón de mando municipal, para ser colocado en la base de las andas de baldaquino de plata repujada de la venerada imagen (siglo XVII), quedando el mismo situado en las manos orantes de la talla. Esto se debe a que tras la Coronación Canónica de la imagen en 1954, la Corporación de San Cristóbal de La Laguna acordó por unanimidad proclamar a la Inmaculada Concepción como Alcaldesa Honoraria de la ciudad. Tras la entrega del bastón de mando, tiene lugar la procesión de la imagen por las calles del casco antiguo, a su término el bastón de mando es nuevamente entregado al alcalde por parte del párroco de la parroquia Matriz.

## Efemérides
Entre el 9 y el 22 de mayo del año 2009, este templo acogió a la imagen de la Virgen de Candelaria (Patrona de Canarias) durante su visita de dos semanas a esta ciudad. La Virgen Morenita tendría que haberse hospedado como es costumbre en la catedral de la ciudad pero debido a las obras de restauración de la misma, la imagen se hospedó en esta Iglesia de La Concepción. Durante la visita anterior de la Virgen a la ciudad en 1997 (con motivo del 500 aniversario de la fundación de La Laguna), la imagen se hospedó en la catedral, si bien se trasladó brevemente a La Concepción para una vigilia. Anteriormente, la patrona canaria había visitado este templo matriz en 1964, cuando recorrió todas las parroquias de la isla de Tenerife.

## Contacto y horario de misas
| Horario de misas                |
| Laborables, vísperas y festivos |
| ------------------------------- |
| 18:30                           |
| Festivos                        |
| 11:00                           |

La ubicación del templo es Plaza de la Concepción, s/n, CP-38201 San Cristóbal de La Laguna. El teléfono de contacto es (+34) 922 259 130.

## Galería de imágenes

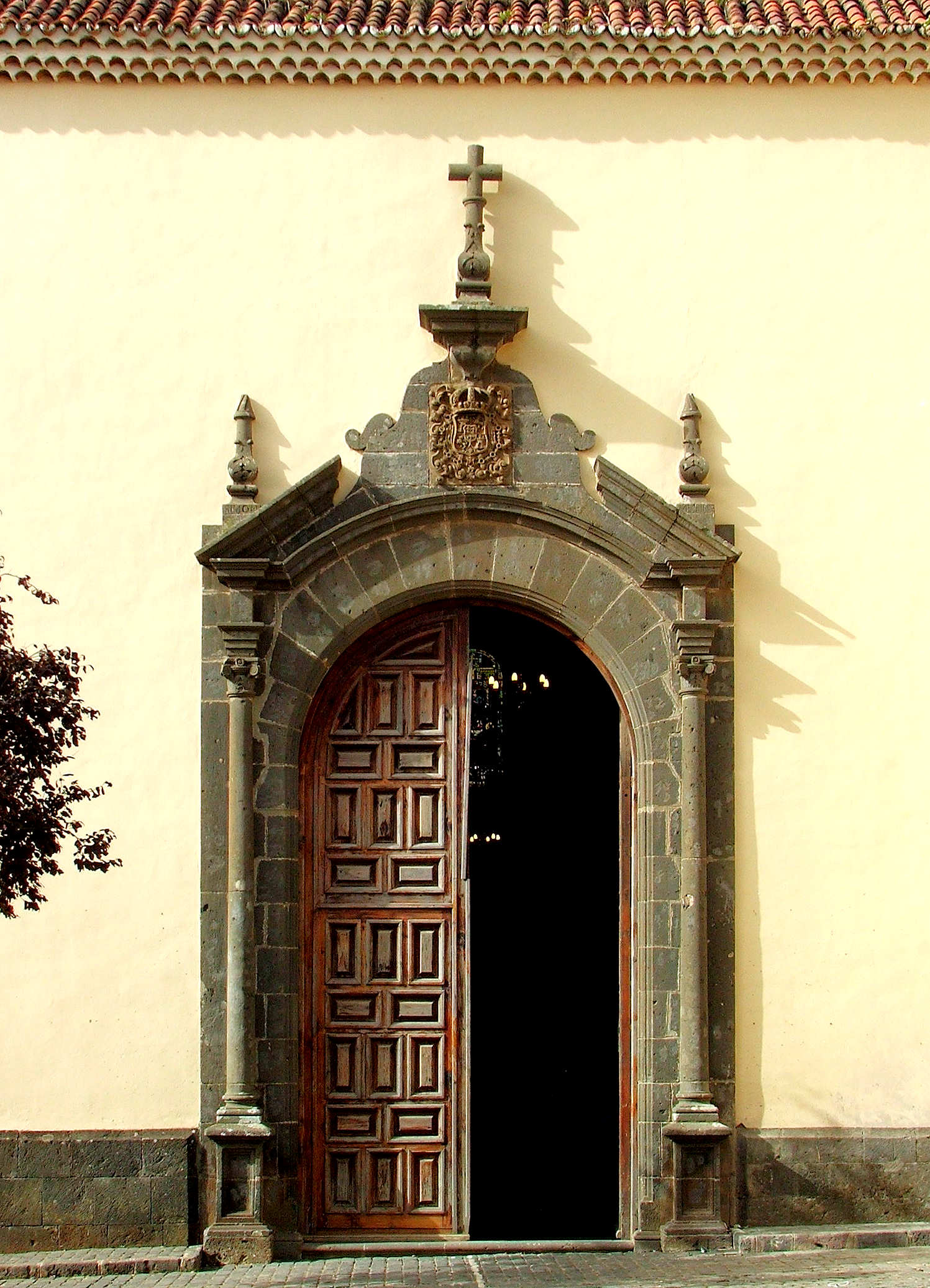
Puerta de la iglesia situada en la Plaza de La Concepción.
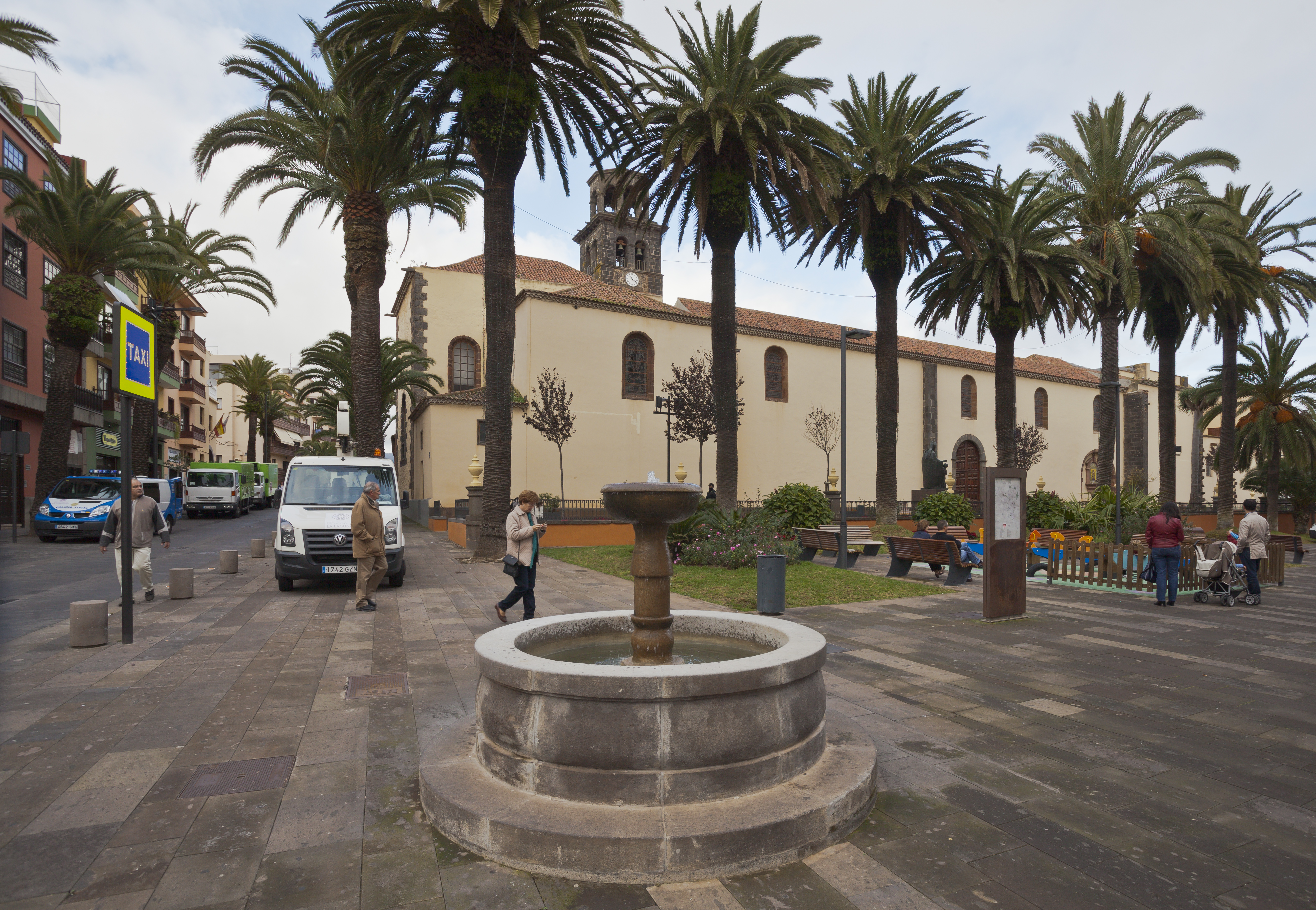
Plaza Doctor Olivera y fachada de La Concepción.
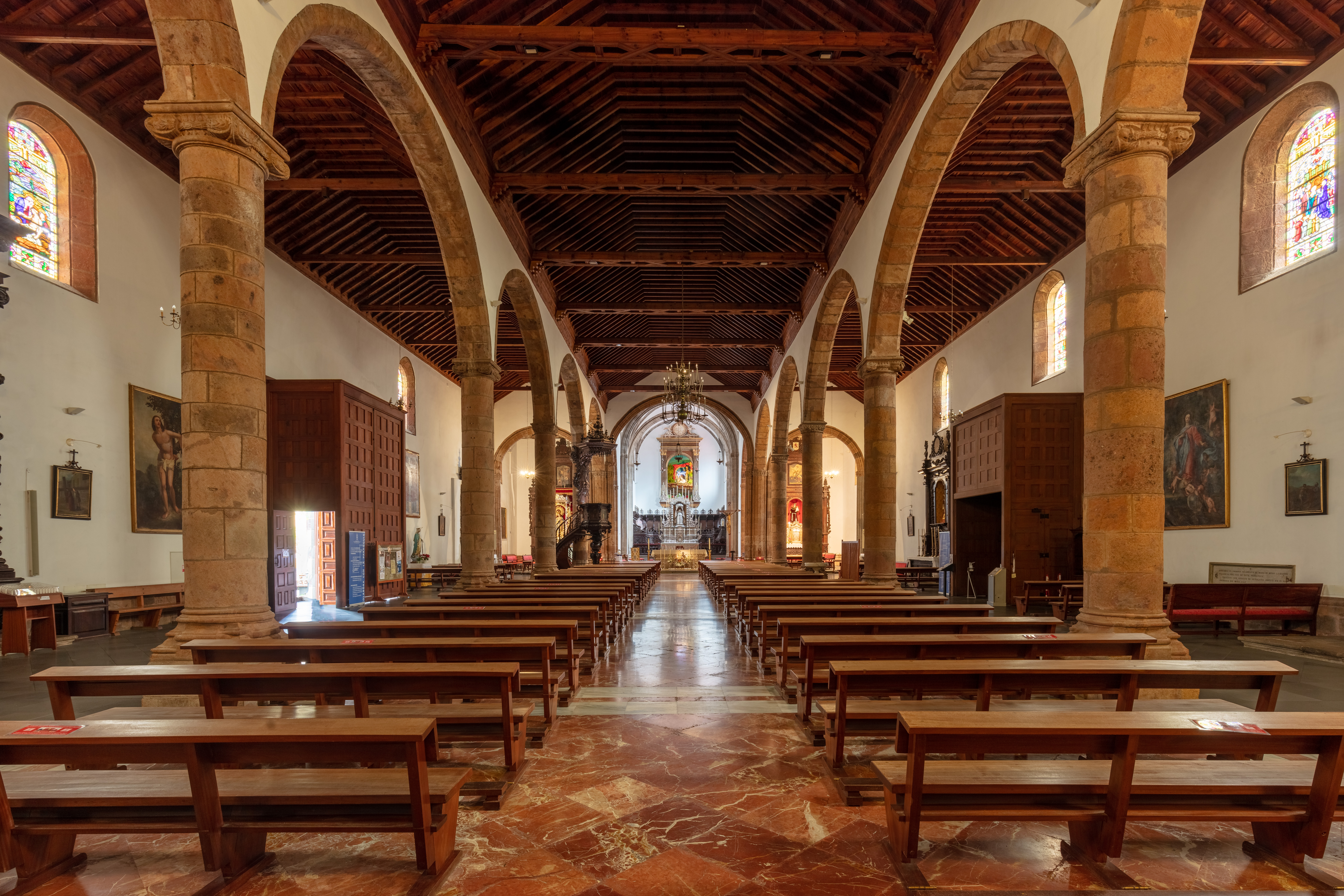
Interior de la iglesia y naves laterales.
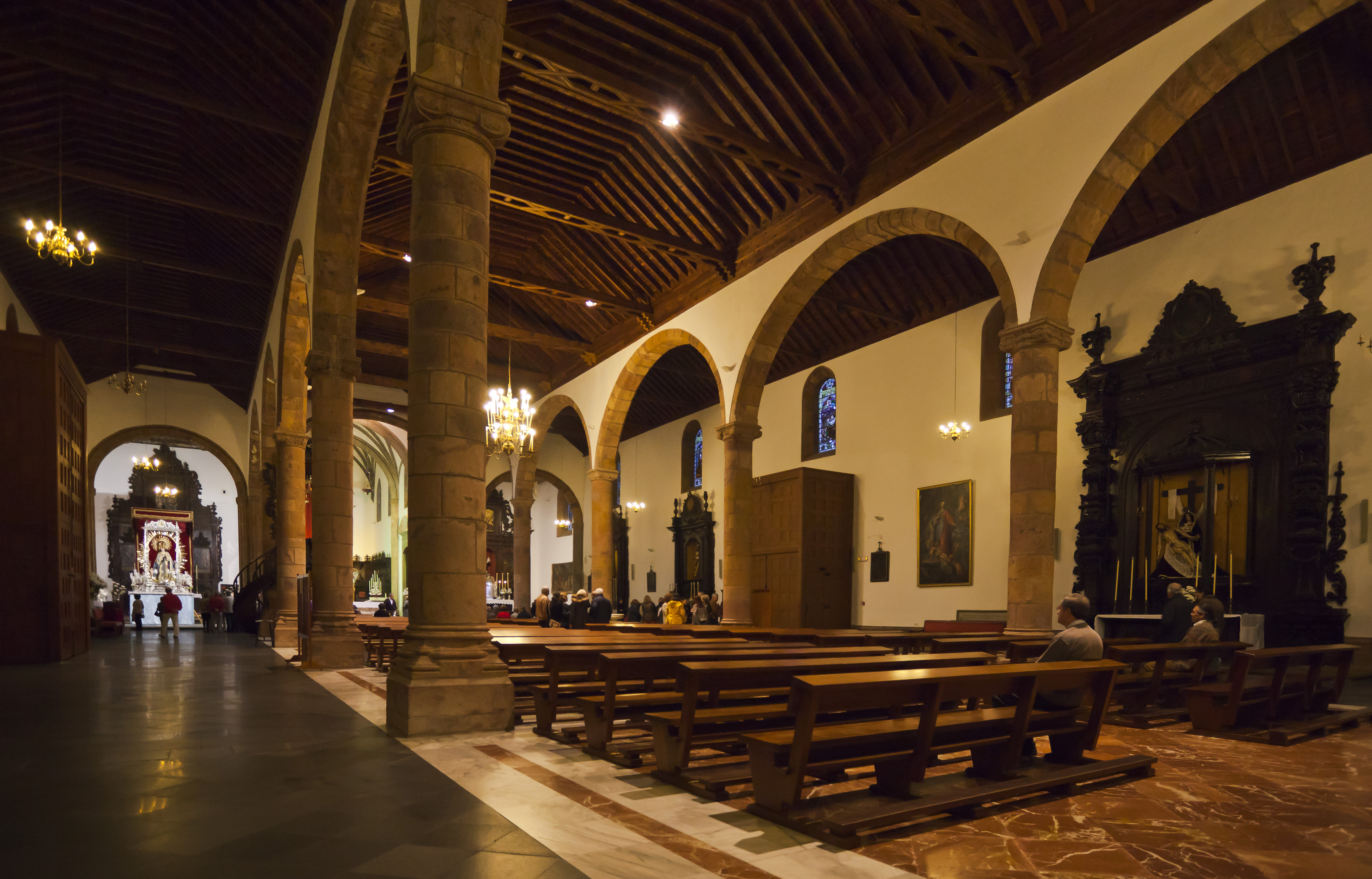
Vista oblicua del interior del templo.
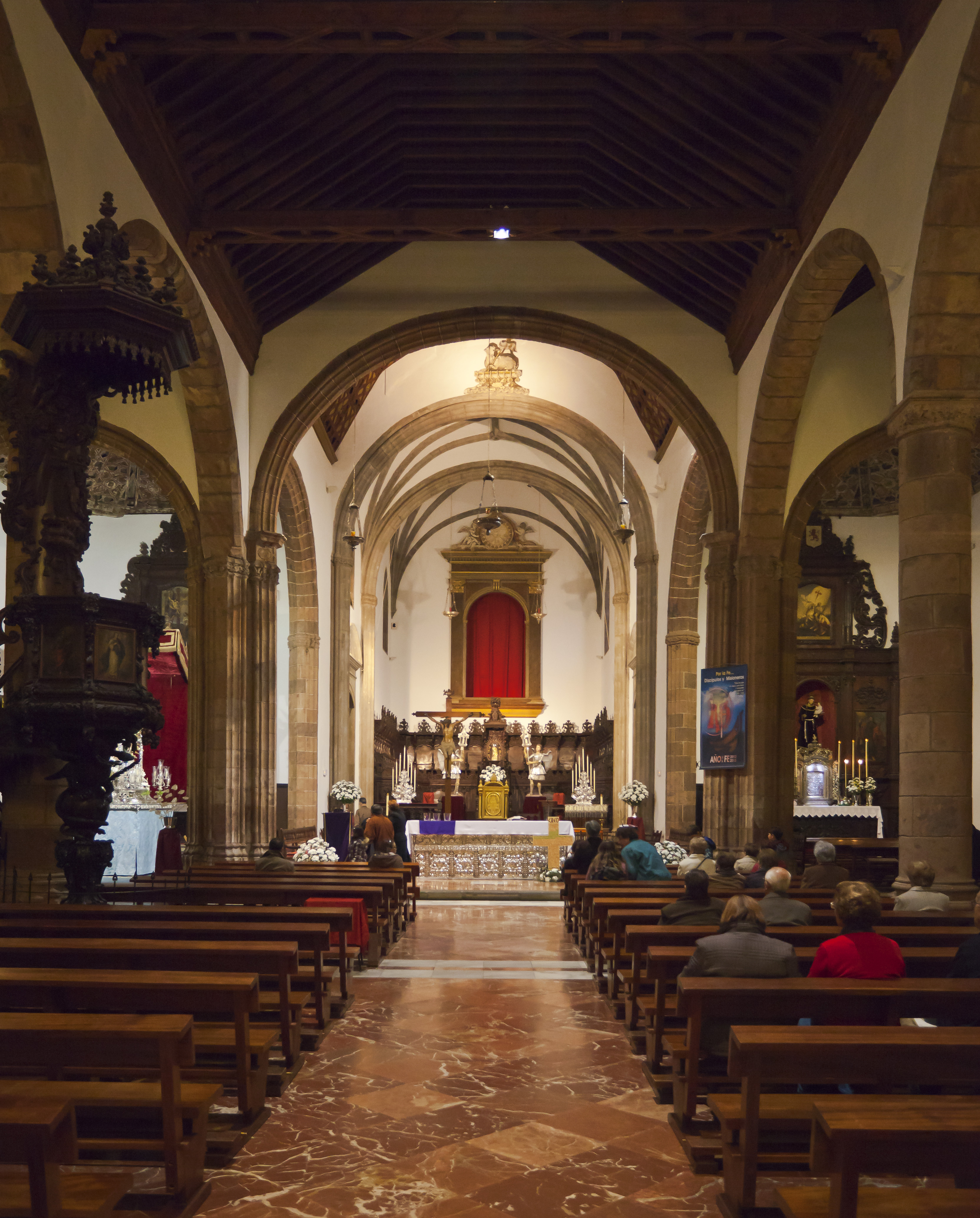
Altar.
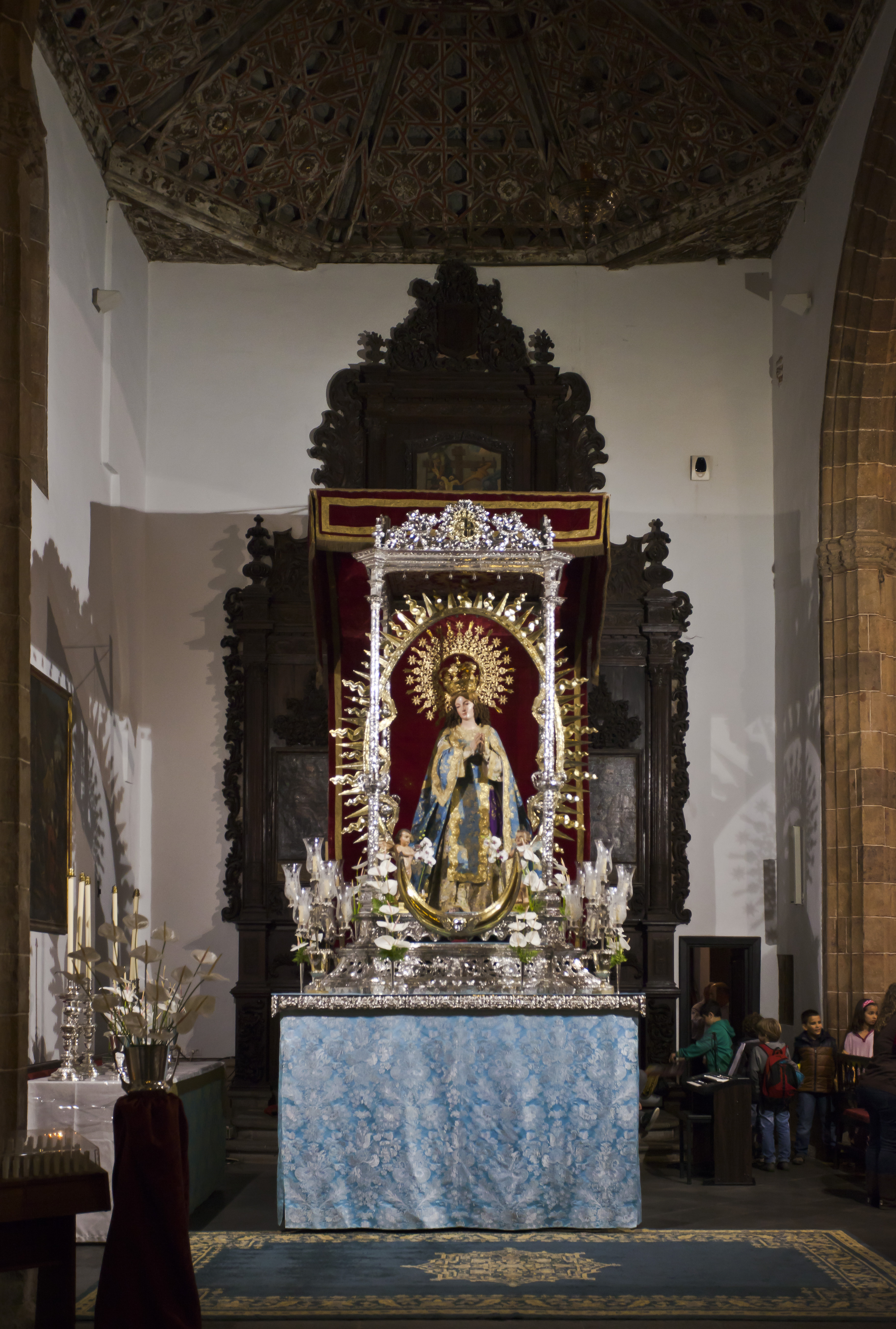
Imagen de la Inmaculada Concepción Coronada, patrona de la parroquia y co-patrona de la ciudad.
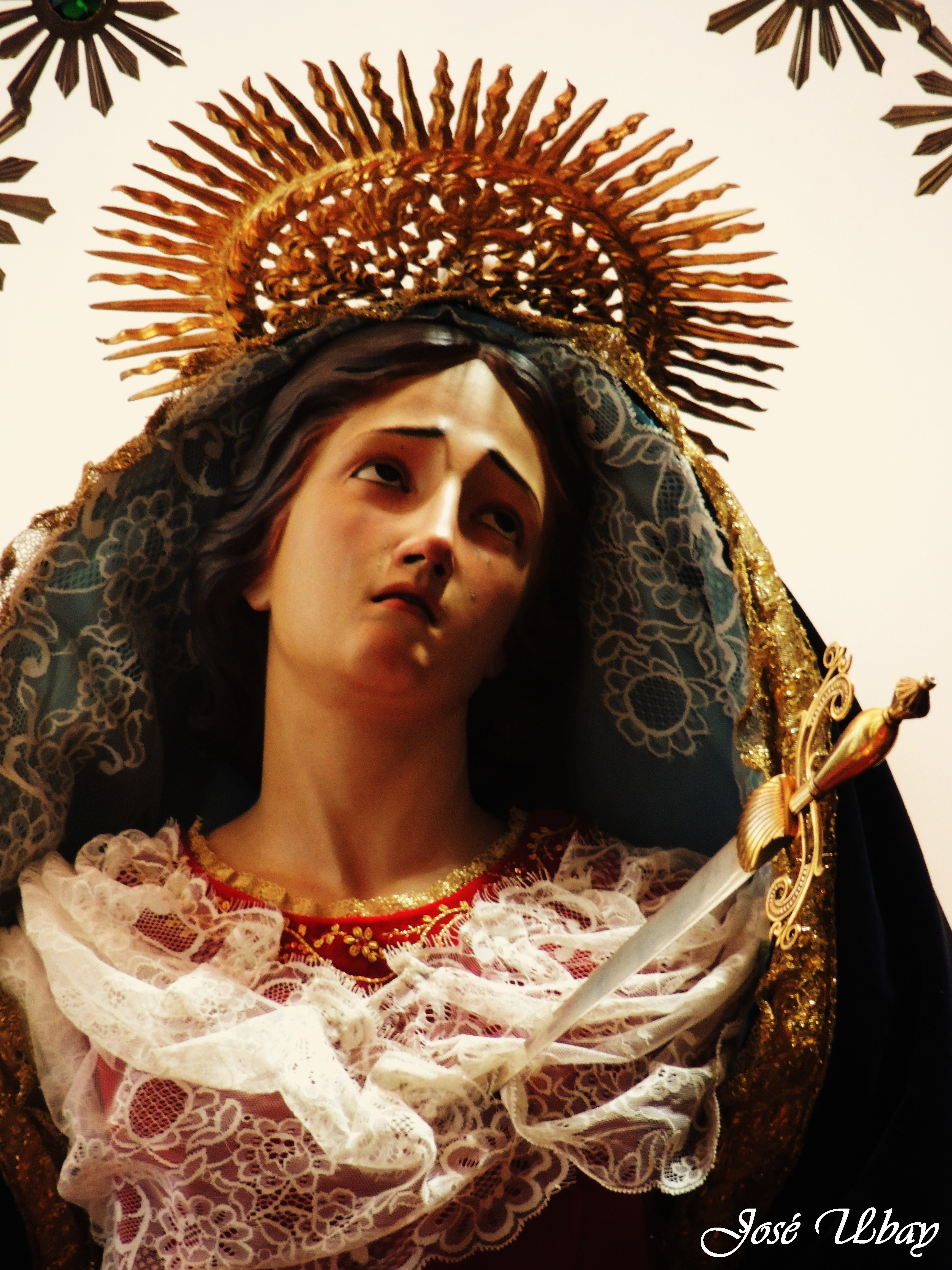
Nuestra Señora de los Dolores, obra de José Luján Pérez.